# Maumelle (Arkansas)
Maumelle es una ciudad ubicada en el condado de Pulaski en el estado estadounidense de Arkansas. En el Censo de 2010 tenía una población de 17 163 habitantes y una densidad poblacional de 503,66 personas por km².

## Geografía
Maumelle se encuentra ubicada en las coordenadas 34°51′8″N 92°23′0″O / 34.85222, -92.38333. Según la Oficina del Censo de los Estados Unidos, Maumelle tiene una superficie total de 34.08 km², de la cual 31.2 km² corresponden a tierra firme y (8.43 %) 2.87 km² es agua.

## Demografía
Según el censo de 2010, había 17 163 personas residiendo en Maumelle. La densidad de población era de 503.66 hab./km². De los 17 163 habitantes, Maumelle estaba compuesto por el 82.85 % blancos, el 12.08 % eran afroamericanos, el 0.36 % eran amerindios, el 2.3 % eran asiáticos, el 0.05 % eran isleños del Pacífico, el 0.66 % eran de otras razas y el 1.69 % pertenecían a dos o más razas. Del total de la población el 2.43 % eran hispanos o latinos de cualquier raza.